# Kristian Černík
Kristian Černík (* 21. prosince 1999 Praha) je český herec a vítěz Elite Model Look Czech Republic pro rok 2015.

## Osobní život
Pochází z Prahy. Od roku 2015 studuje na Pražské konzervatoři obor herectví.

## Modeling
V září 2015 vyhrál národní finále modelingové soutěže Schwarzkopf Elite Model Look, což ho nominovalo na účast na světovém finále, které se konalo v listopadu 2015 v Miláně, kde se umístil na 2. místě.
Měří 190 cm a jeho míry jsou 91-74-91.